# Monasterio de Junqueras
El monasterio de Santa María de Junqueras (en catalán Santa Maria de Jonqueres) es un antiguo monasterio de monjas de la ciudad de Barcelona. En el siglo XIX el monasterio fue trasladado piedra a piedra y en la actualidad forma parte de la Basílica de la Purísima Concepción y Asunción de Nuestra Señora, en el distrito del Ensanche.

## Historia
La congregación de monjas se fundó en el año 1214 dentro de la parroquia de San Vicente de Junqueras, situada entre Sabadell y Tarrasa. En 1273, las monjas se trasladaron a una nueva ubicación dentro de la ciudad de Sabadell para trasladarse de nuevo en 1293 a su emplazamiento definitivo en la barcelonesa calle de Junqueras.
No fue nunca un monasterio demasiado destacado y la congregación terminó disolviéndose en 1810 después de que las monjas fueran expulsadas por las tropas napoleónicas. El edificio se convirtió entonces en hospital militar. A mediados del siglo XIX se transformó en correccional para pasar a ser unos años más tarde un cuartel militar.
En 1867 se convirtió en iglesia parroquial dedicada a la Concepción y Asunción de la Virgen María, con una reforma efectuada por Jeroni Granell. Pero en 1869, una resolución del Gobierno decidió que el recinto del antiguo monasterio tenía que ser derribado por razones urbanísticas.
El párroco inició entonces una serie de gestión para salvar el antiguo cenobio. Trabajando de acuerdo con la Comisión de Monumentos y con la Academia de Bellas Artes, consiguió el permiso para trasladar el edificio hasta una nueva ubicación en el actual barrio del Ensanche que en esa época aún era una zona sin urbanizar. El traslado se realizó sin problemas, conservando la estructura original del edificio. En 1879 se añadió al conjunto un campanario, procedente de la iglesia de San Miguel que también iba a ser derruida.
Desde el 18 de octubre de 1998, es párroco del templo el Rvdo. Dr. Ramón Corts y Blay. En 2009 recibió el título de basílica menor, otorgado por el papa Benedicto XVI
.
El templo es mencionado en la novela de Ildefonso Falcones "Los herederos de la tierra" (2016)

## Edificio
La iglesia es una basílica de una única nave de planta ancha dividida en seis tramos. Está coronada por un ábside pentagonal. Está cubierta con una vuelta de ojivas que recuerda a una vela de barco hinchada por el viento. En los laterales de la nave se encuentran diversas capillas. Aunque no se tienen datos concretos, se supone que la iglesia fue consagrada en 1448.
El claustro es sencillo y fue construido en el siglo XIV. Tiene una longitud de 30 metros y un ancho de 17 metros. Consta de dos pisos divididos en galerías. Cada uno de los pisos dispone de un total de 72 arcos.